# Ефремова, Анна Васильевна
Анна Васильевна Ефремова (15 мая 1940, Вознесеновка, Воронежская область — 27 ноября 2018, Таловая, Воронежская область) — передовик сельскохозяйственного производства, телятница колхоза имени Докучаева Таловского района Воронежской области. Герой Социалистического Труда (1973). Депутат Верховного Совета РСФСР (1980—1985). Почётный гражданин Таловского района.

## Биография
Родилась 15 мая 1940 года в крестьянской семье в посёлке Вознесеновский Таловского района Воронежской области. С 1961 года начала свою трудовую деятельность в колхозе имени Докучаева Таловского района. До 1989 года работала в этом колхозе птичницей, телятницей и звеньевой свекловодческой бригады.
В 1973 году была удостоена звания Героя Социалистического Труда за высокие трудовые показатели по выращиванию сахарной свеклы.
В 1980 году была избрана депутатом Верховного Совета РСФСР от Воронежской области. В 1971 и 1976 годах избиралась делегатом XXIV и XXV съездов КПСС.
После выхода на пенсию проживала в посёлке Таловая (данные на 2008 год). Умерла в 2018 году.

## Награды
- Медаль «Серп и Молот» (11.12.1973);
- Два ордена Ленина (08.04.1971, 11.12.1973);
- Орден Трудового Красного Знамени (31.12.1965);
- Медали.